# فولكس دويتشه
في المصطلحات الألمانية النازية، فولكس دويتشهVolksdeutsche (تُلفظ بالألمانية: [ˈfɔlksˌdɔʏtʃə] كانوا «أشخاصًا لغتهم وثقافتهم من أصول ألمانية لكنهم لا يحملون الجنسية الألمانية». هذا المصطلح الجمع nominalised من volksdeutsch، مع Volksdeutsche تدل على امرأة واحدة، وVolksdeutsche (ص)، ذكر المفرد. نقلت كلمات فولك وvölkisch معاني «الشعبية».
تمزقت هوية فولكس دويتشه (اشخاص من العرق الألماني في ذلك الوقت) كأوسلديديوتش (الألمان في الخارج أو الشتات الألماني) وتحولوا إلى فولكس دويتشه في عملية التطرف الذاتي. أعطت هذه العملية النظام النازي النواة التي حولها تم تأسيس Volksgemeinschaft الجديد عبر الحدود الألمانية.
تم تقسيم فولكس دويتشه إلى مجموعات «عرقية» - أقليات داخل أقلية- بناءً على معايير ثقافية واجتماعية وتاريخية خاصة وضعها النازيون.

## الحقبة النازية قبل الحرب العالمية الثانية

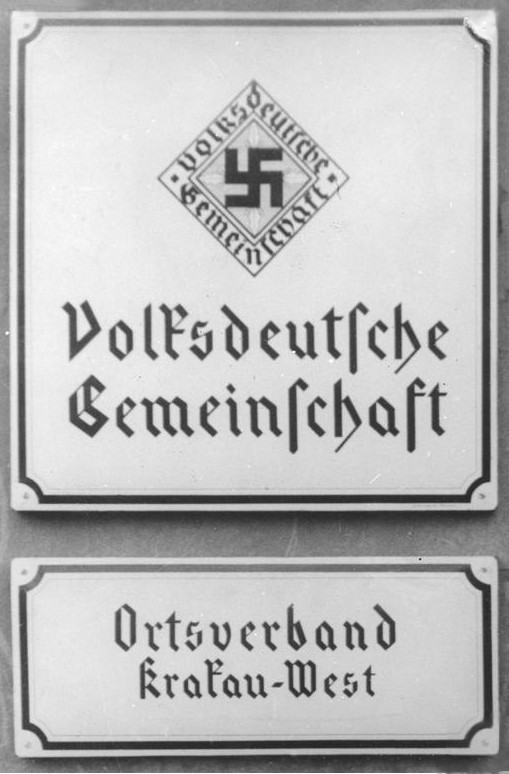
الدخول إلى مكتب فولكس دويتشه في كراكوف 1940.

خلال السنوات النازية، استخدم النازيون الألمان مصطلح «فولكس دويتشه»، الذي كانوا يقصدون به تفوق العرق الألماني لأنهم يؤمنون بـ «العرق» الألماني أو «فولك»، للإشارة إلى الرعايا الأجانب من بعض الأعراق الألمانية الذين يعيشون في بلدان احتلتها حديثًا ألمانيا النازية أو الاتحاد السوفيتي. قبل الحرب العالمية الثانية، كان أكثر من 10 ملايين من العرق الألماني يعيشون في أوروبا الوسطى والشرقية. لقد شكلوا أقلية مهمة في روسيا. بسبب الاستيعاب على نطاق واسع، لم يعد بعض الأشخاص الذين أطلق عليهم النازيون اسم فولكس دويتشه يتحدثون الألمانية، وكانوا في الواقع متمركزين ثقافيًا مثل البولنديين والمجريين والرومانيين والتشيك والسلوفاك، إلخ.